# Kilcummin
Kilcummin (en gaèlic irlandès Cill Chuimín, que vol dir "església de Chuimín") és un cap de platja d'Irlanda, al comtat de Mayo, a la província de Connacht. L'àrea està escassament poblada. Encara que la pesca continua sent la principal font d'ingressos dels habitants de Kilcummin, el turisme és cada vegada més important gràcies als "Tír Sáile - North Mayo Sculpture Trail" i "Tour d'Humbert". Des de Kilcummin es veu la badia de Killala, la platja de bandera blava "An Trá nRoss", "Bartra Island" i es troba al marge oposat d'Enniscrone i la seva platja al comtat de Sligo.

## Etimologia
Kilcummin rep el nom del sant irlandès Cuimín, i deriva del gaèlic irlandès Cill Chuimín, que vol dir "església de Cuimín". Altres variants del nom irlandès són "Cilcummin" i "Cill Chummín".
Abans de dir-se Kilcummin un mapa de Connacht del segle V indica que l'àrea era coneguda originàriament com a "Forrac".

## Història
La història local diu que Patrici d'Irlanda, el sant patró d'Irlanda, va arribar a través de Kilcummin en els seus viatges d'Ulster a Croagh Patrick. A Killala, a uns 10 quilòmetres de Kilcummin, es diu que va fundar-hi una església, on avui s'ha construït la catedral de l'Església d'Irlanda. No obstant això, un home de la localitat ja havia començat la cristianització dels pagans locals, potser Cuimin de Lacken o Sant Cuimin. Les restes de l'església de Sant Cuimin (que dona nom a la zona) es poden trobar en el cementiri local, juntament amb un pou sant, on els fidels hi van a resar. La tomba de Sant Cuimin s'ha perdut al llarg dels segles, però es creu que un grup de pedres del cementiri Kilcummin cementiri van pertànyer a la seva tomba.
Kilcummin és el lloc on va desembarcar l'expedició francesa del general Humbert el 22 d'agost de 1798, en un intent d'ajudar els rebels irlandesos durant la rebel·lió irlandesa de 1798. Humbert comandava tres fragates, les Concorde, Franchise, i Médée amb 1.070 soldats, tres canons, i aproximadament 3.000 mosquets.

## Galeria d'imatges

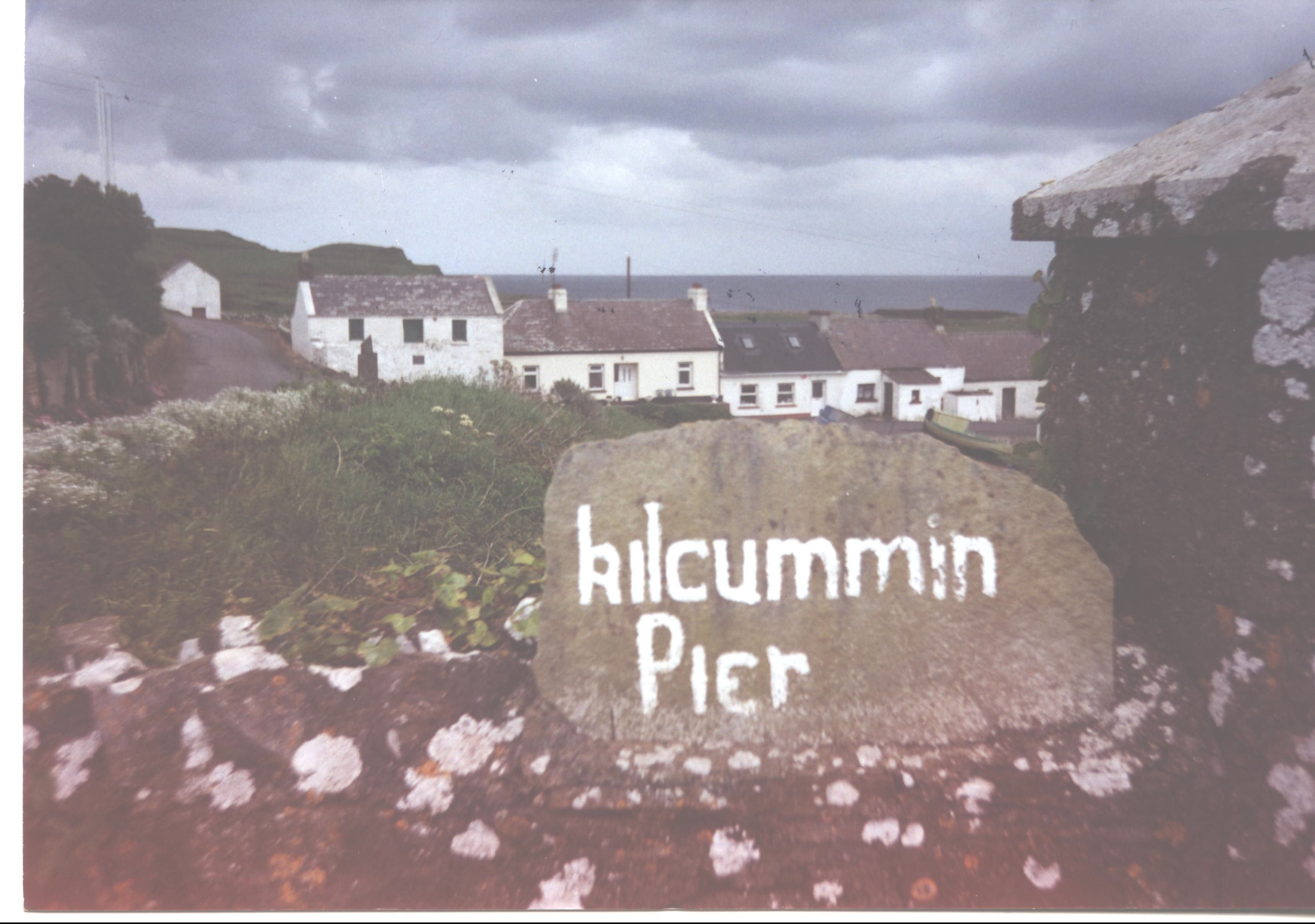
La principal carretera a la costa per Kilcummin va del port a la vella església de St Cummin
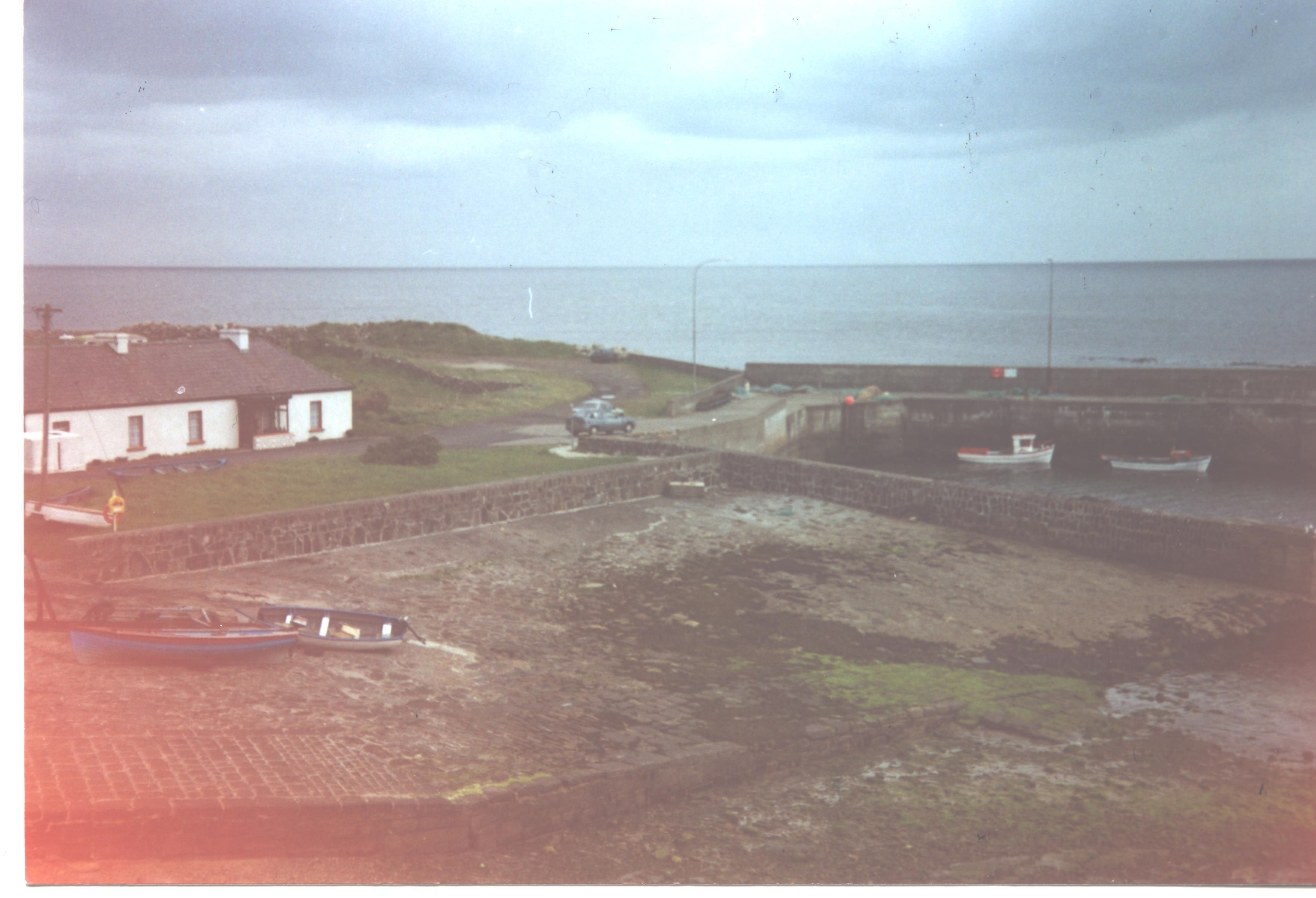
El port amb algunes barques
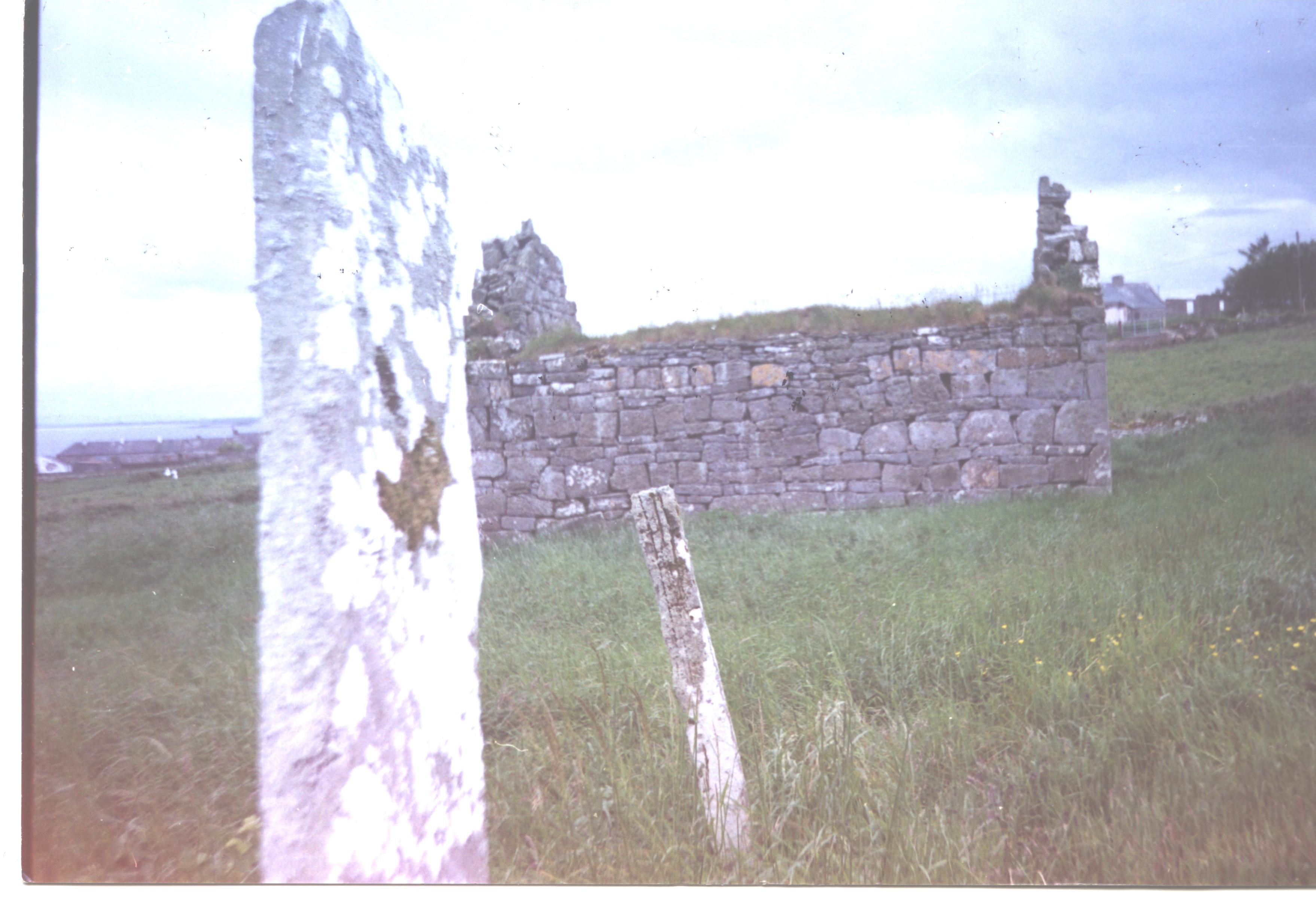
Làpida de la tomba de St Cummin, amb la vella església de St Cummin (del segle VIII)
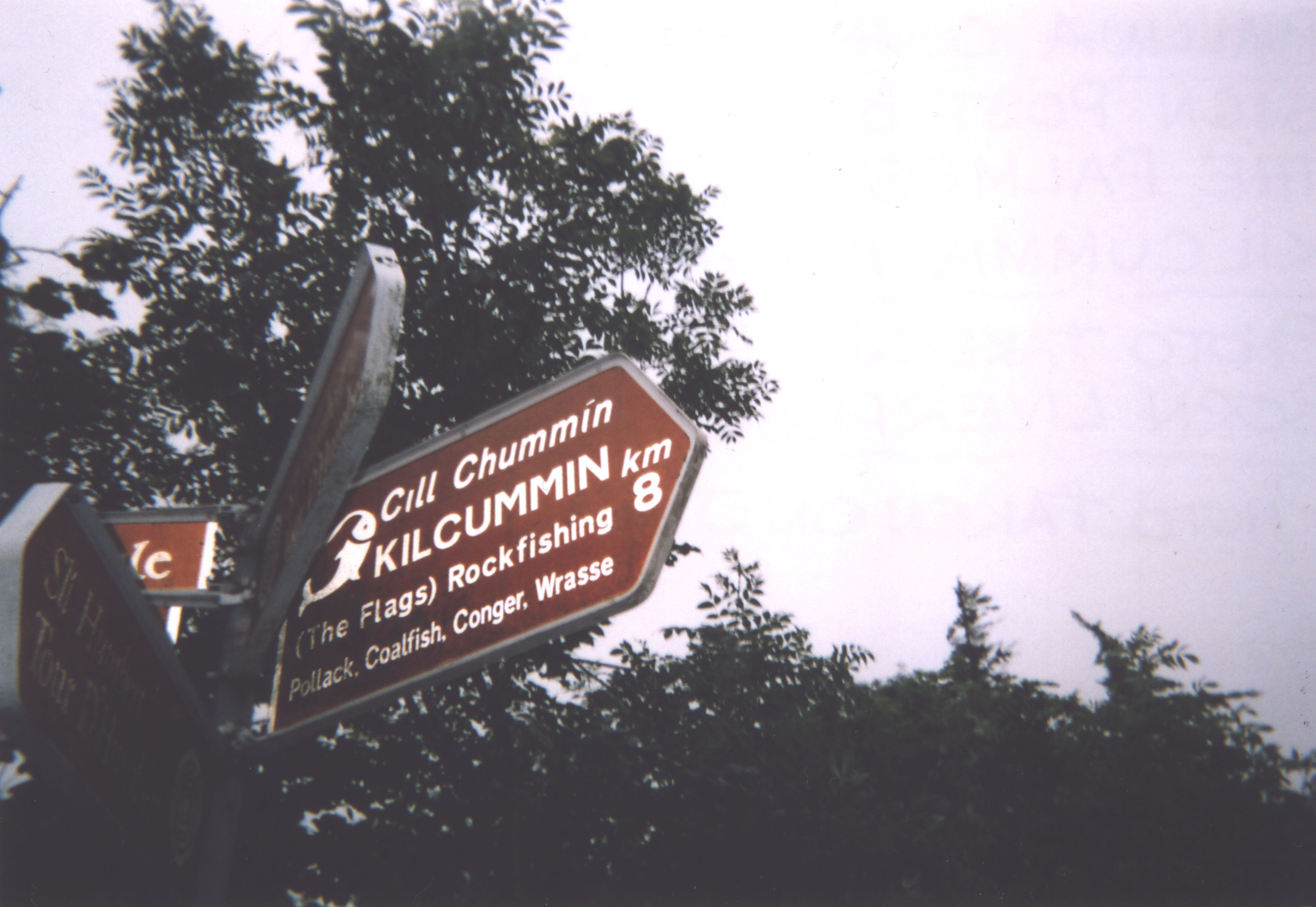
Un senyal de trànsit al pont del riu Palmeston.